# Gioia del Colle
Gioia del Colle är en kommun i storstadsregionen Bari, innan 2015 provinsen Bari, i regionen Apulien i Italien. Kommunen hade 27 644 invånare (2017). Den byggdes upp kring ett slott. Under antiken låg en av peuketernas viktigaste platser, Sannace, omkring fem kilometer från Gioia del Colle.